# صالة بغداد الرياضية
صالة بغداد للألعاب الرياضية ( العربية: صالة الجمنازيوم للألعاب الرياضية (سابقًا صالة صدام حسين الرياضية )، هو مجمع رياضي في بغداد، العراق، مجاور لملعب الشعب. صممه لو كوربوزييه بتكليف من الملك فيصل الثاني عام 1956 لاستخدامه المحتمل في دورة الألعاب الأولمبية الصيفية عام 1960. بعد الإطاحة بالملك فيصل الثاني في انقلاب عسكري عام 1958، خضع المشروع لعدة تغييرات في التصميم والموقع.
توفي لو كوربوزييه عام 1965، تاركًا وراءه ثروةً من الرسومات والدراسات لمرافق المجمع الرياضي ببغداد، والذي ضمّ ملعبًا كبيرًا وملاعب تنس ومسابح وصالة ألعاب رياضية. ولم يُبنَ هذا الأخير إلا بين عامي 1978 و1980، ليُفتتح ويُسمّى باسم الرئيس العراقي صدام حسين. وقد احتلّت قوات الجيش الأمريكي الصالة الرياضية وحي الشعب لسنواتٍ بعد سقوط بغداد عام 2003.

## بنيان
بُني المركز من الخرسانة المسلحة. يمتد سقفه الرئيسي 34 مترًا، وهو مبني بجملون فولاذي مغطى بصفائح ألمنيوم مموجة. تظهر الجملونات في الداخل وتحتوي على قنوات ميكانيكية. يرتبط الملعب الداخلي الذي يتسع لـ 3000 مقعد والمدرج الخارجي المجاور له بباب منزلق ضخم، يُدمج الملعبين عند فتحه. بالإضافة إلى تنظيم مسابقات وتدريبات كرة السلة والكرة الطائرة والتنس وتنس الطاولة والمبارزة والملاكمة والمصارعة ورفع الأثقال والتايكوندو والجودو والجمباز، تستضيف الصالة حفلات موسيقية واجتماعات وتجمعات للأحزاب السياسية.

## تاريخ
في عهد الملك فيصل الثاني، بادر فيصل بوضع خطط واسعة النطاق لتحديث بغداد الكبرى. وكان هدف هذا المشروع الطموح هو تحسين وتطوير البنية التحتية والإسكان، وتوفير المباني العامة الأساسية، وإصلاح صناعات البناء، وتدريب المهندسين المعماريين العراقيين المستقبليين على عدم الاعتماد على المساعدات الغربية. دعا الملك العديد من المهندسين المعماريين الغربيين، ومن بينهم لو كوربوزييه الذي صمم صالة بغداد للألعاب الرياضية. في عام 1950، أنشأت وزارة رئيس الوزراء العراقي نوري السعيد مجلس التنمية، وهو هيئة حكومية مكلفة بتطوير البنى التحتية الجديدة في جميع أنحاء العراق. أراد لو كوربوزييه بناء مدينة أولمبية تضم ملعبًا يتسع لـ 50 ألف شخص وما سيصبح لاحقًا صالة للألعاب الرياضية.
ومع ذلك، وبسبب الإطاحة بالملك فيصل الثاني، لم يتقدم المشروع إلى أي مكان حتى رئاسة صدام حسين حيث اكتمل المشروع قبل الحرب العراقية الإيرانية بقليل مع المهندس المعماري الفرنسي أكسل ميسني المسؤول عن المشروع، وبمساعدة العمال التايلانديين. لم ينته المشروع بتوقيع لو كوربوزييه. وعلى الرغم من تسميته باسم صدام، لم يحضر الرئيس افتتاح المجمع. وبدلاً من ذلك، افتتح المجمع رجل الدولة العراقي طارق عزيز، الذي كان مسؤولاً عن الشباب والرياضة. استضافت الصالة الرياضية العديد من المسابقات الدولية، وأصبحت مهمة للرياضيين العراقيين في الثمانينيات والتسعينيات.
لم تصل أخبار اكتمال المشروع إلى العالم الخارجي بسبب التركيز على الحرب مع إيران وحرب الخليج وعزلة حظر الأمم المتحدة على العراق لاحقًا. وظل وجود صالة الألعاب الرياضية غير معروف للعالم الخارجي حتى ذكر المجمع في مقال عام 2004. وخلال غزو العراق بقيادة الولايات المتحدة عام 2003، استولت القوات الأمريكية على المجمع. وعلى عكس معظم مواقع بغداد، ظلت صالة الألعاب الرياضية سليمة، حتى على الرغم من العنف الطائفي الذي كان يحدث في منطقة الشعب في ذلك الوقت. وفي أوائل العقد الأول من القرن الحادي والعشرين، وقعت مؤسسة لو كوربوزييه مشروع تجديد لتجديد صالة الألعاب الرياضية. وتضمن التجديد تنفيذ أسقف معلقة وزجاجًا تقليديًا ملونًا بالعراق ومقاعد متعددة الألوان واستبدال الأجزاء المعدنية القديمة بالرخام. كما انتشر خبر وجود صالة الألعاب الرياضية في جميع وسائل الإعلام الفرنسية في ذلك الوقت.
في عام 2024، وبمناسبة دورة الألعاب الأولمبية في باريس ، افتتحت مؤسسة لو كوربوزييه ‏ معرضًا  للفنان لويس سيبريان ريالز في دار لا روش، مُخصصًا لتاريخ صالة الألعاب الرياضية وأبعادها المعمارية والسياسية والرمزية. من خلال سلسلة من الصور ومقاطع الفيديو والمنشآت الفنية، يستكشف المعرض تطور هذه المساحة المخصصة للممارسة البدنية ومسرح الجسد، في حوار مع مُثُل لو كوربوزييه الحداثية والسياق الأولمبي المعاصر.

### منشورات تتناول صالة الألعاب الرياضية
وفي يناير 1980 أصدرت وزارة الإسكان والتعمير – الهيئة العامة للمباني منشوراً باللغة العربية احتفالاً بإكمال المبنى:
من الأمور التي يجب مراعاتها في هذه المرحلة أهمية الشباب ودعمهم والأنشطة التي يشاركون فيها، وتأثيرها الاقتصادي والاجتماعي والسياسي على سياسة الدولة. ولهذا السبب، تُعدّ هذه الصالة الرياضية حاجةً أساسيةً لشبابنا: فهي من أهم ثمار الثورة، ولشباب العراق، ولدعم وتطوير الروح الرياضية. ومن أبرز ما يميز هذه الصالة حداثتها في العراق. فإلى جانب ملعب الشعب والمسبح الأولمبي، اللذين سيُشيّدان بجوارها، سيُشكّل هذا المجمع بدايةً لمركز رياضي. وتفخر هيئة المباني الحكومية بتقديم هذه الصالة لرياضيينا. وقد تم إنجازها في وقت قياسي، وتُعتبر بتميزها المعماري الأبرز مثالاً رائعاً على فنون العمارة المعاصرة في العراق. نتمنى لجهود رياضيينا النجاح، وهذه مبادرة تُعزز دعمنا وعطائنا.

## روابط خارجية
- Pieri، Caecilia. "The Le Corbusier's Gymnasium in Baghdad discovery of the construction archives (1974-1980)". مؤرشف من الأصل في 2025-07-12.
- Gansr, Deborah (2006). The Le Corbusier Guide. Princeton Architectural Press. ISBN:978-1-56898-539-8. مؤرشف من الأصل في 2023-03-30.
- Woodman، Ellis. "Corbusier's Lost Gameplan for Iraq". Building Design. مؤرشف من الأصل في 2018-09-01. اطلع عليه بتاريخ 2012-10-06.
- Leclézio، Mélissa (16 مايو 2012). "Le Corbusier's Gymnasium: The Preservation of Iraq's Cultural Heritage". The Culture Trip. مؤرشف من الأصل في 2023-03-30. اطلع عليه بتاريخ 2014-06-19.